# Jordan Massengo
Jordan Massengo, né le 31 janvier 1990 à Saint-Mandé en France, est un footballeur international congolais. Il évolue actuellement a l'Olympic de Charleroi au poste de Milieu défensif.

## Palmarès
Il joue 33 matchs en Ligue 2 française avec le FC Istres, inscrivant deux buts. 
Il joue son premier match en équipe du Congo le 23 mars 2016, contre la Zambie, dans le cadre des qualifications à la Coupe d'Afrique des nations 2017. Il inscrit un but lors de ce match. Il sauvera aussi son équipe en marquant un but lors du match retour.